# Karl Puls
Karl Friedrich August Puls (* 3. Mai 1898 in Lübtheen-Lank; † 12. Mai 1962 in Berlin (West)) war ein Pädagoge, Landwirt und ein Beiträger von Richard Wossidlo sowie Autor heimatbezogener bzw. niederdeutscher Texte.

## Leben
Karl Puls war der Sohn eines Landwirtes in Lank bei Lübtheen. Er besuchte ab 1913 das Lehrerseminar in Neukloster, war dann aber als Bauer auf dem väterlichen Hof tätig. Er war Vorsitzender des Plattdeutschen Vereins in Lübtheen, mit dem er 1924 ein Heimatfest des Plattdeutschen Landesverbandes organisierte. Zudem war er Mitglied der Plattdeutschen Gilde in Schwerin. Ab 1950 wirkte er als Berufsschullehrer für Landwirtschaft in Lübtheen. Puls verließ in den 1950er Jahren seinen Bauernhof und zog nach West-Berlin. 
Karl Puls schrieb hoch- und niederdeutsche Gedichte, Skizzen, Novellen, Erzählungen und Abhandlungen zum mecklenburgischen Brauchtum in Tageszeitungen und Periodika, etwa für die Ostmecklenburgische Heimat, Lieb Heimatland, Eekboom und in den Mecklenburgischen Monatsheften.

## Veröffentlichungen (Auswahl)
- Schulten Miene: ein lustig Spill in drei Uptoeg. Otto, Lübtheen in Mecklenburg 1921.
- Licht un Schatten: Lieder un Balladen. Band 1, 1922.
- Dodenklocken: Heimatkläng. Lübtheen, 1924.
- Dörpläwen: en Sommerabendbild ut uns' mäkelbörgsch Heimat. Beckmann, Rostock 1924.
- Licht un Schatten. Leiw' un Läwen: plattdütsch Lyrik. Band 2, Lübtheen in Mecklenburg 1929.
- Der Schulmeister von Jässenitz: aus alten Akten und Kirchenbüchern. Lübtheen, 1932.
- Unsere Crivitzer Heimat. Crivitz in Mecklenburg 1932.
- Der Schullehrer von Quaßel: Novelle: aus alten Guts-Akten. Lübtheen, 1933.
- Herrgottswäg: Plattdütsch Heimaatromaan. Riemann, Wesermünde 1933.
- Über die plattdeutschen Namen heimatlicher Kräuter und Sträucher.1950.
- Die heimatliche Vogelwelt. 1951, Letztere in Mitteilungen aus dem Quickborn.